# درة تشيلة
درة تشيلة (بالفارسية: دره چیله) هي قرية تقع في قسم بشتكوة موغوئي الريفي في إيران.